# Anton von Arco auf Valley
Anton von Padua Alfred Emil Hubert Georg Graf von Arco auf Valley, känd som Anton Arco-Valley, född 5 februari 1897 i Sankt Martin im Innkreis, död 29 juni 1945 i Salzburg, var en tysk politisk aktivist. Han är mest känd för att i februari 1919 ha mördat Bayerns ministerpresident Kurt Eisner. Arco-Valley dömdes till döden, men straffet omvandlades till fem års fängelse. Han frigavs 1925.